# برامج 16-بت
برامج 16-بت هي برامج كتبت أنظمة إم إس-دوس، أو إس/2 1.x أو الإصدار القديم من مايكروسوفت ويندوز و التي تعمل في الأصل لمعالجي إنتل 8088 و إنتل 80286. هذة البرامج تستخدم تمثيل لأجزاء أو عنوان أوفست محدد 20-بت أو 24-بت لتوسعة نطاقة الذاكرة الممكن أستخدامها في العنونة بما يفوق ما كان ممكن مع عنوان الـ 16-بت. تتطلب البرامج الت تحتوي على أكثر من {\displaystyle 2^{16}} بايت(64 كيلوبايت) من التعليمات و البيانات تتطلب تعليمات خاصة للتبديل بين أجزاء الـ 64كيلوبايت، وذالك يأدي إلى زيادة في تعقيد تطبيقات برامج 16-بت.